# Iúri Leitão
Iúri Gabriel Dantas Leitão, é um ciclista português, membro da equipa Caja Rural - Seguros RGA em Espanha. Pratica ciclismo em pista e de estrada.
Em 2023 conquistou o título de Campeão do Mundo, ao vencer a Medalha de Ouro em Omnium nos Campeonatos do Mundo de Glasgow 2023, com um total de 187 pontos.
Fez história ao tornar-se campeão olímpico e levou o ouro para Portugal ao vencer a prova de Madison juntamente com Rui Oliveira em ciclismo de pista, nos Jogos Olímpicos de Paris, 2024. Ainda na mesma edição arrecadou a medalha de prata e o título de Vice-Campeão Olímpico, em Omnium. Esta foi a 1.ª participação masculina e a 1.ª medalha de sempre de Portugal em ciclismo de pista. Leitão é o 1.º atleta português a conquistar duas medalhas numa mesma edição olímpica.
No cenário europeu é tetracampeão na categoria de Scratch, com títulos conquistados em 2020, 2022 , 2024 e 2025. Neste Campeonato da Europa que decorreu em Heusden-Zolder, Bélgica venceu a prova por pontos, arrecadando 157 pontos, estabelecendo o novo recorde de pontos em campeonatos da Europa.
Em 2023 subiu ao pódio em Estrada, ao ser o grande vencedor do Tour de Hella, na Grécia. Consegue duas camisolas, a da geral e da classificação por pontos.
Foi Medalha de Prata por eliminação no Campeonato do Mundo de Pista de 2021 em Outubro em Roubaix, França. No mesmo campeonato, mas na prova de Omnium, obteve o 4.º lugar.

## Carreira
Natural de Viana do Castelo, Iúri Leitão desde cedo demonstrou o gosto pela bicicleta. Com seis anos ingressou na Escola de Ciclismo de Santa Marta de Portuzelo e mais tarde passou por equipas como a Bairrada, Sicasal e Mortágua.  
Em 2015, destacou-se na quinta prova do Campeonato de Portugal em Juniores, em Oliveira do Bairro. Em 2016, foi consagrado campeão nacional da corrida por pontos juniores  em Anadia.
No início de ano de 2018, conquistou uma medalha de bronze na categoria de elites no Campeonato de Portugal em pista, na corrida por pontos. Em setembro do mesmo ano, impõe-se ao sprint na quinta etapa da Volta a Portugal do Futuro. 
Em Junho de 2021, vence a 2.ª etapa do GP Douro Internacional, em estrada ficando em segundo lugar na primeira etapa e quinta etapas. Nesse mês é também o vencedor da 2.ª e 3.ª etapas da Volta ao Alentejo, consagrando-se vencedor por pontos, arrecadando a camisola verde.
Em 2020, consagra-se Campeão Europeu de Pista - scratch e no ano seguinte (2021) Vice-Campeão do Mundo por eliminação no  Campeonato do Mundo de Ciclismo de Pista em França.

## Palmarés em estrada

### 2025
Vencedor - Trofeo de Palma, ChallengeMallorca - Espanha 

### 2024
Vencedor - 1.ª Etapa Tour of Hellas- Grécia
 2.º Lugar - 2.ª Etapa Tour of Hellas - Grécia
 Vencedor - 2.ª Etapa GP Beiras e Serra da Estrela
 Vencedor Points Classification - Volta ao Alentejo - Portugal
 Vencedor - 5.ª Etapa Volta ao Alentejo - Portugal

### 2023
Vencedor - Tour of Hellas- Grécia
 Vencedor - 2.ª e 3.ª Etapa GP Beira e Serra da Estrela - Portugal
 Vencedor - 2.ª Etapa CRO Race - Croácia

### 2022
2.º lugar - 1.ª Etapa Volta ao Alentejo - Portugal
 Vencedor - 2.ª Etapa Ronde de l'iise - França
 2.º Lugar - 4.ª Etapa Ronde de l'iise - França

### 2021
5.º Lugar - 1.ª Etapa - Volta ao Algarve
9.º Lugar - 3.ª Etapa - Volta ao Algarve
 Vencedor - Classificação das Metas Volantes - Volta à Albergaria
 2.º Lugar - 1.ª Etapa - Grande Prémio Douro Internacional
 Vencedor - 2.ª Etapa - Grande Prémio Douro Internacional
 2.º Lugar - 5.ª Etapa - Grande Prémio Douro Internacional
 2.º Lugar - 1.ª Etapa - Volta ao Alentejo
 Vencedor - 2.ª Etapa - Volta ao Alentejo
 Vencedor - 3.ª Etapa - Volta ao Alentejo
 3.º Lugar - 6.ª Etapa - Volta ao Alentejo
  Vencedor - Classificação por Pontos - Volta ao Alentejo

### 2019
Vencedor - Eliminação - Circuito da Malveira
 2.º Lugar - GP Portimão - Faro, Portugal
5.º Lugar - Campeonato Nacional Contra Relógio Sub 23
5.º Lugar - Circuito da Moita - Santarém - Portugal

### 2018
5.º Lugar - 12 Voltas à Gafa, Bombarral (Leiria) - Portugal
 2.º Lugar - 4.ª etapa Volta a Portugal do Futuro, Portalegre - Portugal
 Vencedor - 6.ª etapa Volta a Portugal do Futuro, Santarém - Portugal

## Palmarés em pista

### 2025
European Champion - Campeonato Europeu de Ciclismo de Pista - Scratch- Heusden-Zolder, Bélgica
 European Champion - Campeonato Europeu de Ciclismo de Pista - Points Race - Heusden-Zolder, Bélgica
 Vencedor - Troféu Internacional Artur Lopes - Madinson | Points Race | Omnium, Portugal

### 2024
Campeão Olímpico - Jogos Olímpicos - Madison- Paris2024
 Vice-Campeão Olímpico - Jogos Olímpicos - Omnium - Paris2024 
 European Champion - Campeonato Europeu de Ciclismo de Pista - Scratch - Apeldoorn, Países Baixos

### 2023
Vencedor - Campeonato do Mundo de Pista - Omnium - Glasgow
4.º Lugar - Campeonato Europeu Ciclismo de Pista - Suiça

### 2022
European Champion - Campeonato Europeu de Ciclismo de Pista - Scratch - Munique

### 2021
2.º Lugar - Campeonato do Mundo de Ciclismo de Pista - Eliminação  - Roubaix, França
 2.º Lugar - Taça das Nações de Ciclismo de Pista - Omnium - São Petersburgo, Rússia
 2.º Lugar - Taça das Nações de Ciclismo de Pista - Madison - São Petersburgo, Rússia
 2.º Lugar - Campeonato do Mundo de Ciclismo de Pista - Eliminação - Roubaix, França

### 2020
European Champion - Campeonato da Europa Pista - Scratch
 2.º Lugar - Campeonato da Europa Pista - Eliminação
 3.º Lugar - Campeonato da Europa Pista - Omnium
 2.º Lugar - Campeonato da Europa Pista Sub23 - Eliminação
 2.º Lugar - Campeonato da Europa Pista Sub23 - Corrida por Pontos
 2.º Lugar - Campeonato da Europa Pista Sub23 - Scracth
 Vencedor - Trofeo Internacional Ciutat Barcelona – Omnium
 Vencedor - Trofeo Internacional Ciutat Barcelona - Madison
  National Champion - Campeonato Nacional Pista – Scratch - Portugal
 2.º Lugar - Campeonato Nacional Pista – Corrida por Pontos - Portugal
 2.º Lugar - Campeonato Nacional Pista – Perseguição Individual - Portugal
6.º Lugar - VI Taça do Mundo Pista – Madison - Canadá

### 2019
3.º Lugar - Campeonato Nacional, Pista, Madison, Elite - Portugal
6.º Lugar - Campeonato Europa Pista Sub23 - Omnium
6.º Lugar - Taça do Mundo Pista - Scratch

### 2018
3.º Lugar - Campeonato Nacional, Pista, Scratch, Elite - Portugal

### 2016
National Champion - Pontos -  Juniores

## Medalhas internacionais
| Jogos Olímpicos Paris 2024 | Jogos Olímpicos Paris 2024 | Jogos Olímpicos Paris 2024 | Jogos Olímpicos Paris 2024 |
| -------------------------- | -------------------------- | -------------------------- | -------------------------- |
| Campeão                    | Campeão                    | Medalha de ouro            | Madison                    |
| Vice-Campeão               | Vice-Campeão               | Medalha de prata           | Omnium                     |
| Campeonato do Mundo        |                            |                            |                            |
| Ano                        | Lugar                      | Medalha                    | Competição                 |
| 2023                       | Glasgow, Escócia           | Medalha de ouro            | Omnium                     |
| 2021                       | Roubaix ( França)          | Medalha de prata           | Eliminação                 |
| Campeonato Europeu         |                            |                            |                            |
| Ano                        | Lugar                      | Medalha                    | Competição                 |
| 2025                       | Heusden-Zolder, Bélgica    | Medalha de ouro            | Scratch                    |
| 2025                       | Heusden-Zolder, Bélgica    | Medalha de ouro            | Race Points                |
| 2024                       | Apeldoorn, Países Baixos   | Medalha de ouro            | Scratch                    |
| 2022                       | Munique, Alemanha          | Medalha de ouro            | Scratch                    |
| 2020                       | Plovdiv ( Bulgária)        | Medalha de ouro            | Scratch                    |
| 2020                       | Plovdiv ( Bulgária)        | Medalha de prata           | Eliminação                 |
| 2020                       | Plovdiv ( Bulgária)        | Medalha de bronze          | Omnium                     |